# نفر ماعت
نفرماعت كنت أميرًا مصريًا قديمًا، نجل الملك سنفرو. كان وزيرًا يمتلك ألقاب كثيرة منها نجل الملك الأكبر وحامل خاتم ملك الوجه البحري وكاهن للإلهة باستيت. اسمه يعني «ماعت جميل» أو «بالعدل التام».

## حياته
كان الابن البكر للملك سنفرو، مؤسس الأسرة الرابعة في مصر وزوجته الأولى. كما كان أخا غير شقيق للملك خوفو. كانت زوجته هي إتت. ومن أبناءه حم إيونو، وإيسو، وتيتي، وخينتي إم رش وبناته چفاتسن وإسيسو، وهم يصورون كأشخاص بالغين، بينما يصور الأبناء إتيسن وإنكاف وسرف كا ووحم كا وشبسس كا وكا خنت وعنخ إر شرتف وعنخ إر فندف. يظهر نب خنت وابنته باجيتي عندما كانا طفلين. ربما يكون ابنه حم إيونو هو نفسه الوزير حم إيونو الذي يعتقد أنه كان المهندس المسؤول عن التخطيط للهرم الأكبر في الجيزة.